# Chen Feifei
Chen Feifei (15 de março de 1997) é uma desportista chinesa que compete no ciclismo na modalidade de pista. Ganhou uma medalha de bronze no Campeonato Mundial de Ciclismo em Pista de 2020, na prova de velocidade por equipas.

## Medalheiro internacional
| Campeonato Mundial | Campeonato Mundial | Campeonato Mundial | Campeonato Mundial     |
| Ano                | Lugar              | Medalha            | Competição             |
| ------------------ | ------------------ | ------------------ | ---------------------- |
| 2020               | Berlim ( Alemanha) | Medalha de bronze  | Velocidade por equipas |